# Гертруда Великая
Гертруда Великая, Гертруда Хельфтская (нем. Gertrud, лат. Gertrudis, 6 января 1256 года — 17 ноября 1302 года) — католическая святая, немецкий мистик.

## Биография
С пяти лет находилась в Хельфтском монастыре (существует полемика о том, был ли он скорее цистерцианским или бенедиктинским), в Саксонии.

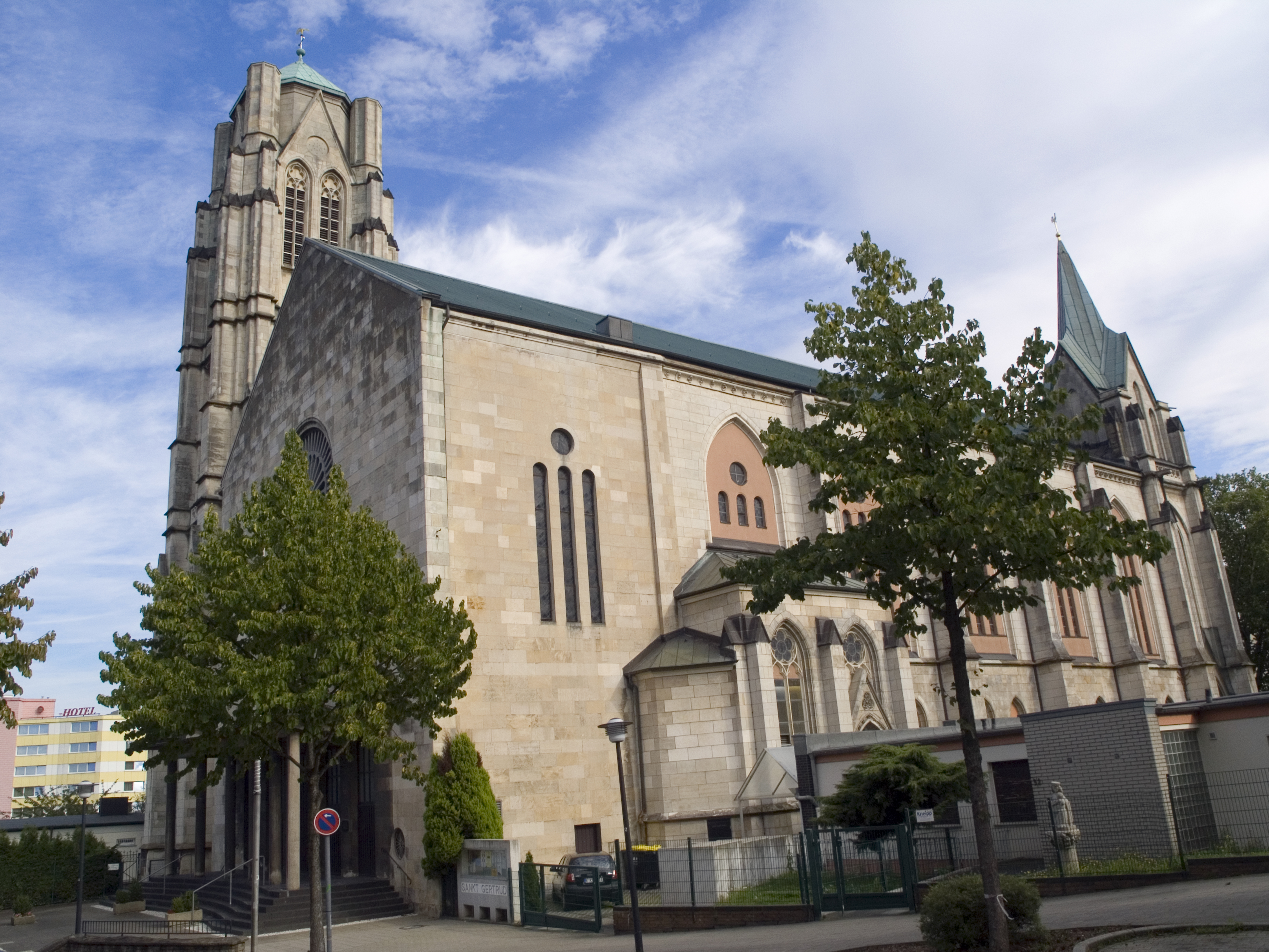
Церковь Святой Гертруды в Эссене

В 1281 году, по её уверениям, получила мистический опыт и откровения от Иисуса Христа, в частности утверждала, что сочеталась с Иисусом духовным браком через Его сердце. Её видения подготовили культ Святого Сердца Иисуса в католической церкви.
Автор мистических и богословских сочинений «Откровения» и «Духовные упражнения». Книгу «Откровения» называли «Вестник любящий благости Божией», поскольку Гертруда подчеркивала, что старалась исправить свои грехи не из страха справедливого гнева Божия, а ради нежности Его любви.
С 1606 года почитается как святая в цистерцианском ордене. В 1677 году папа Иннокентий IX вписал её имя в Римский мартиролог, а в 1738 году Климент XII сделал её почитание общим.
День памяти — 16 ноября.

## Церкви, освящённые в честь святой Гертруды
- Собор святой Гертруды в Утрехте, Нидерланды
- Собор архиепархии Утрехта Голландской старокатолической церкви
- Церковь святой Гертруды в Эссене, Германия
- Церковь Святой Гертруды (Франкфурт-на-Одере)[1]
- Новая церковь Гертруды (Рига)
- Старая церковь Гертруды (Рига)